# Љено (Болцано)
Љено је насеље у Италији у округу Болцано, региону Трентино-Јужни Тирол.
Према процени из 2011. у насељу је живело 73 становника. Насеље се налази на надморској висини од 553 м.